# Урожайное (район имени Габита Мусрепова)
Урожайное (каз. Урожайное) — село в районе имени Габита Мусрепова Северо-Казахстанской области Казахстана. Село входит в состав Ломоносовского сельского округа. Код КАТО — 596647500.

## География
Расположено на берегу реки Ишим.

## Население
В 1999 году численность населения села составляла 1028 человек (517 мужчин и 511 женщин). По данным переписи 2009 года, в селе проживало 828 человек (403 мужчины и 425 женщин).